# جيسي ستوفال
جيسي ستوفال (بالإنجليزية: Jesse Stovall)‏ هو لاعب كرة قاعدة أمريكي، ولد في 24 يوليو 1875 في Leeds, Kansas City ‏ في الولايات المتحدة، وتوفي في 12 يوليو 1955 في سان دييغو في الولايات المتحدة.

## وصلات خارجية
- جيسي ستوفال على موقعبيزبول رفرنس.كوم (الدوري الرئيسي) (الإنجليزية)
- جيسي ستوفال على موقعبيزبول رفرنس.كوم (الدوري الثانوي) (الإنجليزية)